# 証 (ZIGGYの曲)
「証」（あかし）は、ZIGGYの25枚目のシングル。

## 概要
新型コロナウイルスの影響により制作中のアルバムのリリースが先送りとなっていたが、先行してシングルをツアー会場と通信販売限定でリリース。2022年2月9日には全国のCDショップやオンラインストアでの販売を開始。
横浜アリーナにてミュージック・ビデオの撮影を兼ねた無観客ライブを行い、ツイキャスで生配信された。

## 収録曲
| #         | タイトル           | 作詞      | 作曲      | 時間  |
| --------- | ------------------ | --------- | --------- | ----- |
| 1.        | 「証」             | 森重樹一  | 森重樹一  | 3:26  |
| 2.        | 「ONE WAY STREET」 | 森重樹一  | 森重樹一  | 4:27  |
| 3.        | 「ガラスの太陽」   | 森重樹一  | 森重樹一  | 5:04  |
| 合計時間: | 合計時間:          | 合計時間: | 合計時間: | 12:57 |